# Aneuclis incidens
Aneuclis incidens là một loài tò vò trong họ Ichneumonidae.